# Спалланцани, Ладзаро
| Ладзаро Спалланцани       | Ладзаро Спалланцани                                                       |
| ------------------------- | ------------------------------------------------------------------------- |
| итал. Lazzaro Spallanzani |                                                                           |
| Ладзаро Спалланцани       |                                                                           |
| Дата рождения             | 12 января 1729[…]                                                         |
| Место рождения            | Скандиано, Эмилия-Романья, Италия                                         |
| Дата смерти               | 12 февраля 1799[…] (70 лет)                                               |
| Место смерти              | Павия, Италия                                                             |
| Род деятельности          | физик, естествоиспытатель, преподаватель университета, энтомолог, ботаник |
| Научная сфера             | биология                                                                  |
| Место работы              | - Павийский университет - Университет Модены и Реджо-нель-Эмилии          |
| Альма-матер               | - Болонский университет                                                   |
| Научный руководитель      | Валлиснери, Антонио                                                       |
| Ученики                   | Элеонора Фонсека Пиментель                                                |
| Медиафайлы на Викискладе  |                                                                           |

| Систематик живой природы | Систематик живой природы |
| --- | ------------------------ |
| Автор наименований ряда ботанических таксонов. В ботанической (бинарной) номенклатуре эти названия дополняются сокращением «Spall.». Персональная страница на сайте IPNI |                          |

Ладзаро Спалланцани (устар. Лазарь Спалланцани; (итал. Lazzaro Spallanzani; 12 января 1729, Скандиано, Эмилия-Романья, Италия — 12 февраля 1799, Павия, Италия) — итальянский натуралист (ботаник и зоолог), физик, педагог и иезуит.

## Биография
Родился 12 января 1729 года, учился в Болонье, естественные науки изучил в Реджио, Павии и Модене. В молодости подрабатывал репетитором, в частности давал уроки юной Леонор да Фонсека Пиментель Чавес. После путешествия, совершенного им по Швейцарии, Турции, Корфу и Кипру, он описал наиболее выдающиеся особенности этих местностей в естественноисторическом и геологическом отношениях.

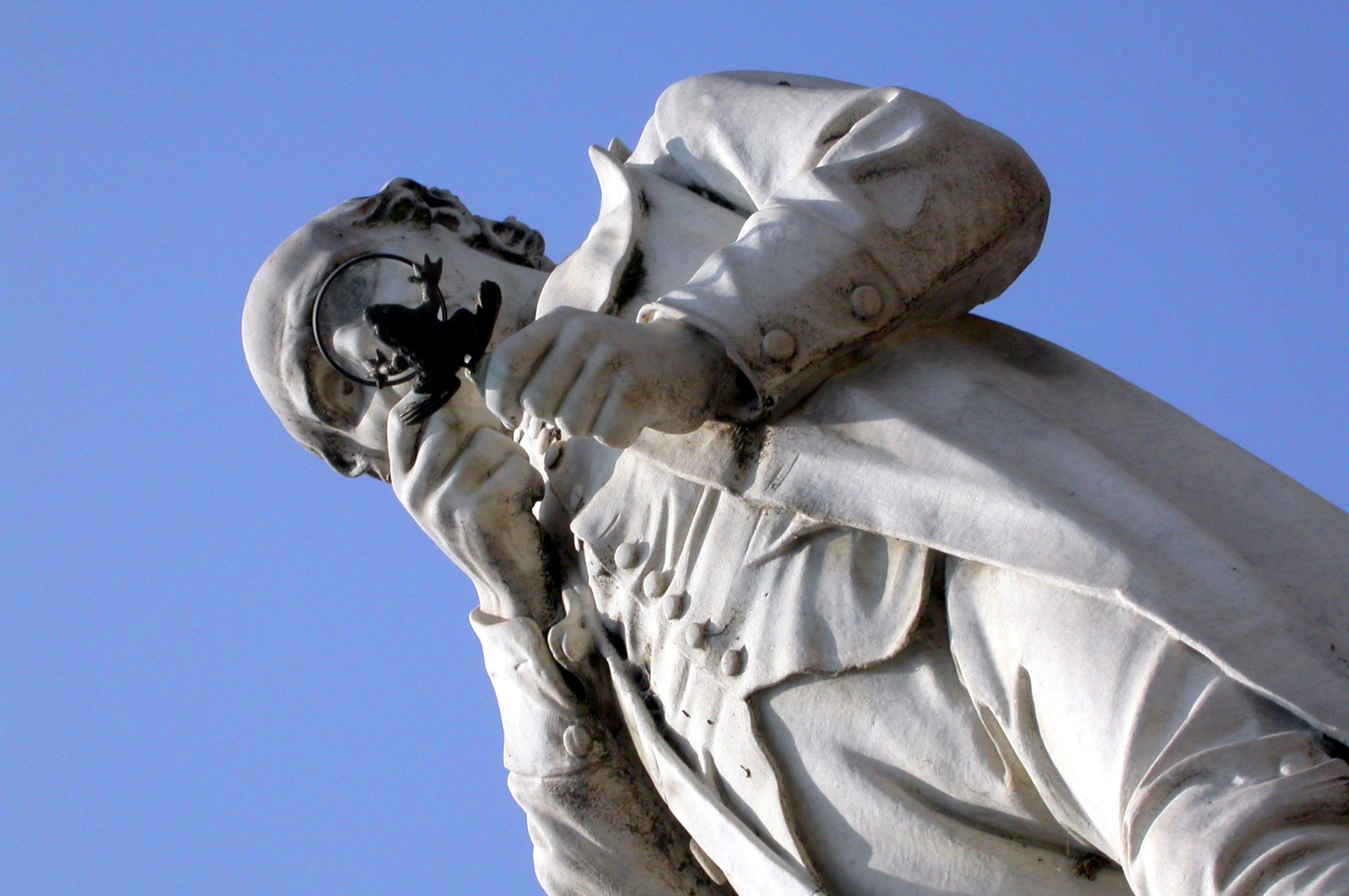
Спалланцани изучает лягушку через увеличительное стекло. Памятник в Скандиано (Эмилия-Романья)

Результатом его путешествия в Неаполь, Сицилию и в Апеннины явилось его сочинение «Viaggi alle due Sicilie e in alcune parti degli Apennini» (Павия, 1792), которое появилось и в немецком переводе в 1795 году. Все эти результаты его путешествий очень ценны в естественноисторическом отношении.
Спалланцани знаменит и своими чисто физиологическими открытиями в области кровообращения, пищеварения, размножения лягушек, наблюдениями за простейшими животными и особым чувством навигации в полной темноте (эхолокации), присущим летучей мыши. Большой интерес представляют его опыты над угнетающим действием холода на газовый обмен у холоднокровных животных, над обезглавливанием улиток с последующим вырастанием головы, над механизмом совокупления у лягушек, над искусственным пищеварением желудочным соком; им же впервые было доказано, что оплодотворяющей силой в семени обладают только сперматозоиды. Опытным путем доказал невозможность самозарождения микроорганизмов.
Зная, что у него больной мочевой пузырь, перед смертью Спалланцани завещал: «Выньте его и сохраните после моей смерти, может быть, оно поможет вам открыть какой-нибудь новый факт относительно болезней мочевого пузыря». Скончался 12 февраля 1799 (по другим данным, 11 февраля).

## Память
В 1935 г. Международный астрономический союз присвоил имя Спалланцани кратеру на видимой стороне Луны.